# Carlos Valdés
|  | Per a altres significats, vegeu «Carlos Valdés Vázquez». |

Carlos Enrique Valdés Parra (22 de maig de 1985 a Cali) és un futbolista colombià que des del 2014 juga pel San Lorenzo de Almagro cedit pel Philadelphia Union.